# Cantafabule – Bestiar
Cantafabule – Bestiar este reeditarea în variantă masterizată a albumului Cantofabule (1975) al formației Phoenix, pe suport compact disc și casetă audio. Albumul a fost scos la casa de producție Genius CD, în anul 1996, ca o reacție la apariția compilației Evergreens, scoasă de Electrecord în 1995, în acea formă, fără consultarea finală formației. Coperta conține acum numele corect al albumului, „Cantafabule”, precum și desene ale Elisabetei Ochsenfeld și ale lui Valeriu Sepi, reprezentând vechea copertă cenzurată în 1975. Piesele sunt remasterizate după vechile viniluri, și nu după matrița originală (banda magnetică) aflată în arhivele Electrecordului.

## Piese
1. Invocație
2. Norocul inorogului
3. Scara scarabeului
4. Delfinul, dulce dulful nostru
5. Uciderea balaurului
6. Știma casei
7. Pasărea calandrinon
8. Filip și cerbul
9. Vasiliscul și Aspida
10. Sirena
11. Pasărea Roc...k and Roll
12. Cîntic-lu a cucuveauă-liei
13. Zoomahia
14. Phoenix

Muzică: Nicolae Covaci, Josef Kappl, Mircea Baniciu (1); Nicolae Covaci (2, 3, 4, 6, 12, 14); Josef Kappl (5, 7, 8, 9, 10, 11); Nicolae Covaci, Günther Reininger, Josef Kappl (13)

Versuri: Șerban Foarță și Andrei Ujică
Grafica copertei: desen – Elisabeth Ochsenfeld, ideea compoziției – Valeriu Sepi; fundalul și forma copertei din 1996 după o idee de Nicolae Covaci.
Observație: Diferența între versiunea din 1975 și cea reeditată în 1996 este finalul melodiei „Phoenix” (14). În timp ce pe albumul inițial piesa se termină printr-un solo tăios de pian electric, în varianta reeditată este reluat refrenul de la sfârșitul piesei „Invocație” (1).

Observație: Deși pe coperta albumului textele tuturor melodiilor sunt atribuite tandemului Foarță/Ujică, în realitate piesa „Norocul inorogului” (2) este pe versuri de Philippe de Thaon, Șerban Foarță și Andrei Ujică, piesa „Cîntic-lu a cucuveauă-liei” (12) are versuri populare macedoromâne, iar textul piesei „Zoomahia” (13) aparține doar lui Șerban Foarță.

## Componența formației
- Nicolae Covaci – chitară solo, voce, chitară acustică, double-six, blockflöte
- Iosif Kappl – chitară bas, voce, vioară, blockflöte
- Mircea Baniciu – solist vocal, chitară acustică
- Günther Reininger – pian, pian electric, synthesizer, celestă, orgă electronică
- Ovidiu Lipan – baterie, bongos, timpane, gong, clopote, tamburină

Recită: Florian Pittiș (la piesa 1).